# Fujayra
Fujayra (arabiska: الفجيرة, al-Fujayra), ibland Fujairah, syftar antingen på ett av de sju emirat som utgör Förenade arabemiraten på Arabiska halvön eller emiratet Fujayras huvudstad. Fujayra är ett emirat på den östra delen av halvön som gränsar mot Omanbukten och det tredje minsta till ytan av de sju emirat som sedan 1971 utgör federationen Förenade arabemiraten. Emiratet ligger utefter kusten av Arabiska havet i Indiska oceanen och gränsar till Oman samt emiraten Sharja och Ras al-Khayma i väster, det omfattar 1 300 km² till ytan och har 143 000 invånare (2008), varav de allra flesta, cirka 113 000 i huvudstaden Fujayra.

## Historia
Fujayra annekterades 1850 av Sharja och styrdes av dess regenter från Kalba fram till 1901 då Hamad bin Abdulla Al Sharqi deklarerade emiratets självständighet från Sharjah. Detta erkändes av flera lokala regenter, men inte av britterna, vilka ofta provocerades av den nye regenten. Dock ingicks ett fördrag med Storbritannien 1952, vilket gjorde Fujairah till det sista emiratet att ingå i fördragsstaterna. Den 2 december 1971 anslöt sig emiratet till det nybildade Förenade Arabemiraten.
I Fujayra finns den äldsta moskén i Förenade Arabemiraten, vilken byggdes 1446 av lera och tegel. Den liknar andra moskéer som återfinns i Jemen, östra Oman och Qatar. Al Bidiyahmoskén har fyra kupoler (olikt de andra liknande moskéerna som har mellan sju och tolv) och saknar minaret.

## Geografi
Emiratet består till uteslutande del av berg i kontrast till övriga emirat i landet som företrädesvis består av öken. Det upptar 1 300 km² till ytan vilket är cirka 1,5%% av landets totala yta vilket gör det till det tredje minsta i storlek och cirka 143 000 innevånare det näst minsta i folkmängd.

## Klimat
På grund av emiratets bergiga natur och närhet till Indiska oceanen har Fujayra landets högsta årsnederbörd. Under vinterhalvåret (oktober till mars) så är den genomsnittliga dagstemperaturen cirka 25 grader Celsius och under sommarperioden över 40 grader Celsius.

## Emirerav Fujayra
- Hamad bin Abdullah ash-Sharqi as Hakim, 1876 – 1936
- Schejk Saif ibn Hamad ash-Sharqi, 1936 – 1974
- Schejk Muhammad ibn Hamad ash-Sharqi, 1942 – 1974
- Schejk Hamad ibn Muhammad ash-Sharqi, 1974 –